# Municipio de Freedom (condado de Bourbon)
El municipio de Freedom (en inglés: Freedom Township) es un municipio ubicado en el condado de Bourbon en el estado estadounidense de Kansas. En el año 2010 tenía una población de 590 habitantes y una densidad poblacional de 5,2 personas por km².

## Geografía
El municipio de Freedom se encuentra ubicado en las coordenadas 37°59′9″N 94°46′2″O / 37.98583, -94.76722. Según la Oficina del Censo de los Estados Unidos, el municipio tiene una superficie total de 113.52 km², de la cual 112,95 km² corresponden a tierra firme y (0,5 %) 0,57 km² es agua.

## Demografía
Según el censo de 2010, había 590 personas residiendo en el municipio de Freedom. La densidad de población era de 5,2 hab./km². De los 590 habitantes, el municipio de Freedom estaba compuesto por el 95,76 % blancos, el 0,34 % eran afroamericanos, el 1,19 % eran amerindios, el 0,51 % eran de otras razas y el 2,2 % eran de una mezcla de razas. Del total de la población el 1,86 % eran hispanos o latinos de cualquier raza.